# Discoglossus
Discoglossus és un gènere d'amfibis anurs de la família Discoglossidae que es troba al sud d'Europa, nord-oest d'Àfrica, Israel i, possiblement també, a Síria.

## Taxonomia
El gènere Discoglossus inclou sis especies vivents:
- Discoglossus galganoi (Capula, Nascetti, Lanza, Bullini & Crespo, 1985)
- Discoglossus jeanneae (Busack, 1986)
- Discoglossus montalenti (Lanza, Nascetti, Capula & Bullini, 1984)
- Discoglossus pictus (Otth, 1837)
- Discoglossus sardus (Tschudi a Otth, 1837)
- Discoglossus scovazzi Camerano, 1878